# Rezerwat Narodowy Titicaca
Rezerwat Narodowy Titicaca (Reserva Nacional del Lago Titicaca) – rezerwat narodowy w Peru, którego celem jest ochrona zasobów naturalnych jeziora Titicaca. Został założony 31 października 1978 roku.
Celem rezerwatu jest ochrona ekosystemu jeziora, w tym szczególnie brzegu i sitowia, które jest naturalnym siedliskiem wielu endemicznych gatunków zwierząt: ptaków (kolibrów), ryb i płazów. Charakterystycznym elementem krajobrazu są flamingi andyjskie.